# ハワイアン・ドリーム
『ハワイアン・ドリーム』（Hawaiian Dream）は、1987年公開の日本映画である。
キャッチ・コピーは「俺たちチンピラ」「ホノルル・ダウンタウン 新しいチンピラストーリーが始まる!」。
タイトルにサブタイトル「チ・ン・ピ・ラ２」とあった。なお、現在に至るまでDVD化はされていない。

## あらすじ
ひょんなことから日本を飛び出した2人のチンピラ・川添達彦と山際翔史。2人がハワイに住み始めてから3年が過ぎた。現地の日系人になりすまし、観光客に偽のクスリを売ったりとやりたい放題。行きつけのバーのママ・レイコや日系二世の老人3人組・大原、島村、ロレンス、ダンサーを目指す日系人の美女・カレンとも仲良くなり、自由奔放な毎日を送っていた。
そんなある日、地元の名士・モランがマフィアと関係していることを知った達彦と翔史は、ピアス警部の依頼を受け、モランを逮捕するための“作戦”を実行する。

## キャスト
- 時任三郎（川添達彦）
- ジョニー大倉（山際翔史）
- タムリン・トミタ（カレン・サイトウ）
- 桃井かおり（レイコ・ケイン）
- 殿山泰司（ショーキチ・島村）
- 多々良純（ケンジ・大原）
- ディーン・ターナー（ヒューバート・ロレンス）
- ジム・デマレスト（ハリー・ゴールドマン）
- G・W・ベイリー（ピアス警部）[1]
- ビンセント・バケッタ（ルディ・モラン）
- 加藤善博・小田かおる（新婚夫婦）
- 綾田俊樹（CFスタッフ）
- アレン・コール（テッド）
- フレッド・ボール（ヒックス上等兵曹）
- ウォーレン・ファブロ（エミリオ）
- ハリー・チャン（茶店のオーナー）
- カラエ・ブランコ（ジョン-ジョン）
- ブライアン・リッチー、ウォード・セクストン、ケン・レビン、リア・シンガー、キャロル久末（KOPYラジオ局DJ、声のみ出演）

## スタッフ
- 監督・脚本：川島透
- inspired：矢作俊彦
- 音楽：加藤和彦、朝妻一郎
- 撮影：前田米造
- 美術：中澤克巳
- 照明：矢部一男
- 録音：小野寺修
- 編集：高島健一
- 助監督：三輪誠之
- キャスティング：笹岡幸三郎、Richard Pagano、Sharon Bialy
- スタントコーディネーター：Fred Lrener
- 音響効果：伊藤進一
- 字幕翻訳：岡枝慎二
- マットペイント：SpFX Studio
- 現像：IMAGICA
- MA：にっかつスタジオセンター
- 製作者：三ツ井康、角谷優
- プロデューサー：岡田裕、酒井彰、中川好久
- ハワイロケコーディネート：MWM production agency
- 制作協力：ニュー・センチュリー・プロデューサーズ
- 製作：フジテレビジョン
- 配給：東宝

## サウンドトラック
主題歌や挿入歌を収録したサントラ盤は、Moon Records（ワーナー・パイオニア）から発売された（1987年9月1日発売。LP：MOON-28049／CD：32XM-51）。

### 収録曲
1. 夢の続き／竹内まりや（主題歌）
2. Just a Love Song／村田和人
3. JULIETTE／KALAPANA
4. AMAPOLA／山下達郎
5. Girl's in Love With Me／芳野藤丸
6. MACHINE GUN HEART／PINK
7. DISCO KING／B&J's
8. （FOR YOU）I'D CHASE A RAINBOW／KALAPANA
9. Time for Love／村田和人
10. After Glow／CASIOPEA
11. Traumatic／高中正義